# Roxane Desjardins
Roxane Desjardins est une écrivaine québécoise née en 1991 à Montréal. Elle est éditrice et directrice générale des Herbes rouges.

## Biographie
Roxane Desjardins a commencé sa pratique littéraire avec le livre d'artiste et le fanzine. Son premier recueil de poésie, Ciseaux, parait en 2014 aux éditions Les Herbes rouges. Elle remporte le prix Émile-Nelligan ainsi que le prix Félix-Leclerc et fait partie de la liste préliminaire pour le Prix des libraires,. En 2016, elle publie Moi qui marche à tâtons dans ma jeunesse noire, récit, aux éditions Les Herbes rouges, pour lequel elle est finaliste aux Prix littéraires du Gouverneur général.
Elle fait partie du comité de rédaction de la revue Moebius entre 2016 et 2018. Le revers, son deuxième recueil de poésie, paraît aux Herbes rouges en 2018, et est finaliste pour les Prix littéraires du Gouverneur général. Ces trois œuvres ont été saluées par la critique,,. La même année, elle publie La poésie des Herbes rouges. Elle devient éditrice et directrice générale des Herbes rouges en 2021,. En 2023, elle publie son troisième recueil de poésie, Trou noir.

## Œuvres

### Poésie
- Ciseaux, Montréal, Éditions Les Herbes rouges, 2014, 72 p.  (ISBN 9782894194621).
- Le revers, Montréal, Éditions Les Herbes rouges, 2018, 96 p.  (ISBN 9782894196335).
- Trou noir, Montréal, Éditions Les Herbes rouges. 2023, 152 p.  (ISBN 9782894198353)

### Récit
- Moi qui marche à tâtons dans ma jeunesse noire, Montréal, Éditions Les Herbes rouges, 2016, 102 p.  (ISBN 9782894195697).

### Anthologie
- La poésie des Herbes rouges, anthologie, Montréal, Éditions Les Herbes rouges, 2018, 460 p.  (ISBN 9782894196717).

### Zines
- Constance succombe, avec des illustrations de Coco-Simone Finken, 2013.
- Cannibale maison, avec des illustrations de Coco-Simone Finken, 2013.
- Avant le geste, en collaboration avec Félix Durand, livre d’artiste, 2015.
- série sans titre avec Vincent Giard, 2022—, 36 numéros à ce jour[14].

## Prix et honneurs
- 2013 : Prix Expozine du meilleur livre francophone pour Cannibale maison[15]
- 2014 : Prix Émile-Nelligan pour Ciseaux[16]
- 2015 : Prix Félix-Leclerc pour Ciseaux[17]
- 2015 : Liste préliminaire du Prix des libraires du Québec pour Ciseaux[7].
- 2015 : Prix Expozine du meilleur livre francophone pour Avant le geste[18]
- 2017 : Finaliste, Prix du Gouverneur général du Canada, catégorie Littérature jeunesse - Texte, pour Moi qui marche à tâtons dans ma jeunesse noire[19]
- 2018 : Finaliste, Prix d’excellence de la SODEP[20]
- 2018 : Finaliste, Prix du Gouverneur général du Canada, catégorie Poésie, pour Le revers[19]